# Сериализм
Сериализм — техника музыкальной композиции преимущественно в западноевропейской музыке второй половины XX века. Генетически сериализм связан с серийной техникой, берущей своё начало в музыке нововенской школы, особенно в додекафонии.

## Краткая характеристика
В теории музыки принято следующее различение серийного и сериального методов композиции. В основе серийного метода лежит серия высот (то есть определённая выдержанная их последовательность во избежание повторов) из 12 звуков хроматической гаммы. Серийная техника оперирует сериями, которые могут состоять из любого количества звуков — от 3 (микросерия) до 12 (поскольку большее количество потребует весьма проблематичные для реализации применения микрохроматики). Додекафония является частным случаем серийной техники с использованием двенадцатизвучных серий.
В сериальной технике, в отличие от серийной, принцип серийности может распространяться не только на высоту звука, но и на другие его параметры — длительность (ритм), громкостную динамику, тембр, исполнительский нюанс (штрих) и т. п.
Зарождение сериализма связывают с именем Антона Веберна, который в своих произведениях пытался перенести достижения додекафонии на тембральную («Пассакалия» ор.1, Симфония ор.21), динамико-артикуляционную (Вариации ор.27), ритмическую (вариации ор.30) стороны. Одна из первых сериальных попыток принадлежит русскому эмигранту Ефиму Голышеву (Струнное трио. Первые четыре пьесы написаны в 1914 году, пятая — позже, «из сочинений до 1925 г.» (авторская ремарка в издании Шлезингера), то есть года издания).
Сериальная техника выкристаллизовывалась в творчестве Оливье Мессиана (см. 4 ритмических этюда для фортепиано, 1949), и, наконец приобрела свой классический вид в творчестве композиторов Дармштадтской школы в 50-х годах (Карел Гуйвартс, Пьер Булез, Карлхайнц Штокхаузен, Луиджи Ноно), а также у Милтона Бэббитта. Популярная разновидность композиционной техники у дармштадтских сериалистов 1949-55 гг. — точечная музыка, или пуантилизм.
Позже композиторы-сериалисты активно обращались к электронным средствам программирования музыки, которые предоставляют широкие возможности для точного программирования серий любой сложности. В 1960-х годах сериальную технику использовали также и советские композиторы — Альфред Шнитке, Эдисон Денисов, Арво Пярт, Николай Каретников. Каретников в отличие от коллег до конца своей жизни оставался убежденным приверженцем серийной додекафонии, на основе которой выработал свой стиль.
При том что сериализм интерпретировался его создателями как «новый способ мышления», интерес к нему у западных композиторов с конца XX в. в целом угас.